# Sermersooq
Sermersooq (Východ-Západ, zastarale Sermersôk) je kraj v Grónsku. Vznikl 1. ledna 2009, když se okresy Ammassalik, Ittoqqortoormiit, Ivittuut, Nuuk a Paamiut sjednotily do kraje Sermersooq. Hlavním městem je Nuuk, který je zároveň i hlavním městem Grónska. Jeho rozloha je 531 900 km2, takže je to (po Avannaatě) druhý největší kraj Grónska, ale i druhá největší správní jednotka na světě. Je však velice řídce obydlen, nachází se tu pouze 13 trvale obydlených osad, a ze všech obyvatel Sermersooqu více než 74% žije v Nuuku (pouze 5 895 obyvatel Sermersooqu žije v jiných městech mimo Nuuk, přičemž téměř 59% z toho žije ve městech Tasiilaq a Paamiut).

## Osady a města v kraji Sermersooq
1. Nuuk (17 635 obyvatel)
2. Tasiilaq (2 027 obyvatel)
3. Paamiut (1 441 obyvatel)
4. Ittoqqortoormiit (383 obyvatel)
5. Kuummiit (282 obyvatel)
6. Kulusuk (237 obyvatel)
7. Sermiligaaq (199 obyvatel)
8. Qeqertarsuatsiaat (198 obyvatel)
9. Kangilinnguit (153 obyvatel)
10. Tiniteqilaaq (106 obyvatel)
11. Arsuk (82 obyvatel)
12. Isortoq (66 obyvatel)
13. Kapisillit (64 obyvatel)